# بانکتینگ هاوس، وایت‌هال
بانکتینگ هاوس، وایت‌هال (انگلیسی: Banqueting House) شناخته‌شده‌ترین و بزرگ‌ترین نمونهٔ باقی‌مانده از گونهٔ معماری بانکتینگ هاوس (میهمانی‌خانه) است. این بنا در کاخ وایت‌هال قرار دارد که اقامتگاه خانوادهٔ سلطنتی انگلستان از ۱۵۳۰ تا ۱۶۹۸ بود. بانکتینگ هاوس وایت‌هال در تاریخ معماری انگلستان بنای مهمی است چرا که نخستین بنای تکمیل شده در شیوهٔ نئوکلاسیک است که معماری انگلستان را متحول کرد.
معمار آن اینیگو جونز بود که به‌شدت تحت تأثیر معمار ایتالیایی آندرا پالادیو قرار داشت. ساخت بنا در ۱۶۱۹ میلادی آغاز شد و در ۱۶۲۲ با هزینه ۱۵۶۱۸ پوند استرلینگ تکمیل شد. ۲۷ سال بعد سر چارلز یکم انگلستان در مقابل این بنا از تنش جدا شد. در قرن نوزدهم سنگ نمای ساختمان در اقدامی بحث‌انگیز با سنگ پورتلند تعویض شد ولی جزئیات نما دست‌نخورده باقی ماندند.